# Droga krajowa nr 60 (Polska)
Droga krajowa nr 60 – droga krajowa klasy GP oraz G o długości ok. 243,5 km, przebiegająca na obszarze województw łódzkiego i mazowieckiego. Trasa ta łączy Łęczycę (poprzez DK91) przez Kutno, Płock oraz Ciechanów z Ostrowią Mazowiecką. Trasa stanowi główną drogę północnego Mazowsza.
Od 2024 roku odcinek Różan — Ostrów Mazowiecka jest wspólnym przebiegiem z DK61.

## Klasa drogi
Droga posiada parametry klasy GP na odcinku Kutno – Gostynin – Łąck – Płock – Bielsk – Drobin – Ciechanów – Różan – Ostrów Mazowiecka oraz klasy G na odcinku Łęczyca – Kutno.
Droga na odcinku Łęczyca – Kutno nie spełnia wymagań dla drogi krajowej z powodu chociażby małej szerokości jezdni (brak miejsca na wymalowanie środkowego oznakowania poziomego, trudności w wymijaniu samochodów). Obowiązuje na nim zakaz ciężarowego ruchu tranzytowego. Planowana jest przebudowa tego odcinka.

## Historia numeracji
Na przestrzeni lat arteria posiadała różne oznaczenia i kategorie:
| Numer | Kategoria                                                 | Przebieg                                                                                            | Lata obowiązywania | Źródło | Uwagi |
| ----- | --------------------------------------------------------- | --------------------------------------------------------------------------------------------------- | ------------------ | --- | --- |
| ?     | • droga drugorzędna: do 1985 • droga krajowa: od 1 X 1985 | Topola Królewska – Kutno                                                                            | ? – 1986           | - Mapa samochodowa Polski 1:1 000 , wyd. dziesiąte, Warszawa: Państwowe Przedsiębiorstwo Wydawnictw Kartograficznych, 1971. Brak numerów stron w książce - Samochodowy atlas Polski 1:500 000. Wyd. V. Warszawa: Państwowe Przedsiębiorstwo Wydawnictw Kartograficznych, 1979. ISBN 83-7000-017-7. Brak numerów stron w książce - Samochodowy atlas Polski 1:500 000. Wyd. IX. Warszawa: Państwowe Przedsiębiorstwo Wydawnictw Kartograficznych, 1984. Brak numerów stron w książce | 1. nieznana numeracja odcinka przed 1986 r. 2. kategoria według ówcześnie wydawanych map i atlasów drogowych |
| 108   | • droga państwowa: do 1985 • droga krajowa: od 1 X 1985   | Kutno – Gostynin – Płock – Bielsk – Drobin                                                          | 1970/1971 – 1986   | - Mapa samochodowa Polski 1:1 000 , wyd. dziesiąte, Warszawa: Państwowe Przedsiębiorstwo Wydawnictw Kartograficznych, 1971. Brak numerów stron w książce - Samochodowy atlas Polski 1:500 000. Wyd. V. Warszawa: Państwowe Przedsiębiorstwo Wydawnictw Kartograficznych, 1979. ISBN 83-7000-017-7. Brak numerów stron w książce - Samochodowy atlas Polski 1:500 000. Wyd. IX. Warszawa: Państwowe Przedsiębiorstwo Wydawnictw Kartograficznych, 1984. Brak numerów stron w książce | na odc. Łąck – Płock dozwolony ruch ciężki – dopuszczalny nacisk na oś do 10 ton                             |
| T14   | droga międzynarodowa                                      | Drobin – Raciąż – Glinojeck – Ciechanów – Maków Mazowiecki – Różan – Ostrów Mazowiecka              | 1970/1971 – 1986   | - Mapa samochodowa Polski 1:1 000 , wyd. dziesiąte, Warszawa: Państwowe Przedsiębiorstwo Wydawnictw Kartograficznych, 1971. Brak numerów stron w książce - Samochodowy atlas Polski 1:500 000. Wyd. V. Warszawa: Państwowe Przedsiębiorstwo Wydawnictw Kartograficznych, 1979. ISBN 83-7000-017-7. Brak numerów stron w książce - Samochodowy atlas Polski 1:500 000. Wyd. IX. Warszawa: Państwowe Przedsiębiorstwo Wydawnictw Kartograficznych, 1984. Brak numerów stron w książce | brak danych o numeracji krajowej                                                                             |
| 60    | droga krajowa: od 30 IX 1985                              | Kutno – Gostynin – Łąck – Płock – Bielsk – Drobin – Ciechanów – Różan – Ostrów Mazowiecka           | 14 II 1986 – 2000  | - Uchwała nr 192 Rady Ministrów z dnia 2 grudnia 1985 r. w sprawie zaliczenia dróg do kategorii dróg krajowych (M.P. z 1986 r. nr 3, poz. 16) | • lokalne zmiany przebiegu                                                                                   |
| 701   | droga krajowa: od 30 IX 1985                              | Kutno – Witonia – Łęczyca                                                                           | 14 II 1986 – 2000  | - Uchwała nr 192 Rady Ministrów z dnia 2 grudnia 1985 r. w sprawie zaliczenia dróg do kategorii dróg krajowych (M.P. z 1986 r. nr 3, poz. 16) | |
| 60    | droga krajowa: od 30 IX 1985                              | Łęczyca – Kutno – Gostynin – Łąck – Płock – Bielsk – Drobin – Ciechanów – Różan – Ostrów Mazowiecka | od 2000            | - Zarządzenie nr 6 Generalnego Dyrektora Dróg Publicznych z dnia 9 maja 2000 r. w sprawie nowych numerów dróg krajowych [online], Rzeczpospolita, 4 lipca 2000. | • lokalne zmiany przebiegu                                                                                   |

## Dopuszczalny nacisk na oś
Od 13 marca 2021 roku na całej długości drogi dozwolony jest ruch pojazdów o nacisku pojedynczej osi napędowej do 11,5 tony z wyjątkiem określonych miejsc oznaczonych znakiem zakazu B-19.

### Do 13 marca 2021
Wcześniej trasa była objęta ograniczeniami dotyczącymi dozwolonego nacisku pojedynczej osi:
| Znak | Dopuszczalny nacisk | Odcinek                                                                                      |
| ---- | ------------------- | -------------------------------------------------------------------------------------------- |
| DK60 | do 10 ton           | Glinojeck () – Ciechanów – Różan – Ostrów Mazowiecka ( – węzeł „Ostrów Mazowiecka Południe”) |
| DK60 | do 8 ton            | Łęczyca () – Kutno ( – ul. Objazdowa)                                                        |

## Zmiany przebiegu
W styczniu 2004 rozpoczęła się budowa wschodniej obwodnicy Kutna (ulica Bitwy pod Kutnem). Prace objęły budowę 3,18 km jednojezdniowej obwodnicy (droga klasy GP), modernizację 11,64 km drogi oraz 2 mosty i tunel pod torami kolejowymi. Obwodnica została otwarta 1 września 2005.
W grudniu 2009 otwarto obwodnice Raciąża o długości 4,6 km, natomiast w lutym 2010 obwodnicę Gostynina o długości 8,8 km.
Od października 2010 DK60 w Płocku przebiega przez Most Solidarności oraz Trasę ks. Jerzego Popiełuszki.
W przyszłości, w ramach programu budowy 100 obwodnic, zostaną wybudowane obejścia Ciechanowa oraz Łącka.

## Ważniejsze miejscowości leżące na trasie 60
- Topola Królewska (DK91)
- Witonia
- Kutno – obwodnica płd. (DK92)
- Sójki (A1)
- Strzelce
- Gostynin – obwodnica
- Łąck – obwodnica planowana
- Płock (DK62)
- Bielsk
- Drobin (DK10)
- Raciąż – obwodnica
- Glinojeck (S7)
- Ciechanów (DK50) – obwodnica planowana
- Gołymin-Ośrodek
- Karniewo
- Maków Mazowiecki (DK57)
- Różan (DK61, DK53)
- Ostrów Mazowiecka (S8, S61, DK50)